# North Aurora
North Aurora est un village du comté de Kane dans l'Illinois, aux États-Unis,. Situé au sud du comté, en banlieue de Chicago, il est incorporé le 13 octobre 1905.

## Démographie
Lors du recensement de 2010, le village comptait une population de 16 760 habitants. Elle est estimée, en 2016, à 17 426 habitants.

## Source de la traduction
- (en) Cet article est partiellement ou en totalité issu de l’article de Wikipédia en anglais intitulé « North Aurora, Illinois » (voir la liste des auteurs).